# コルジエ

コルジエの紋章

コルジエ (Corsier) はスイス連邦、ジュネーヴ州のレマン湖左岸に面した基礎自治体（コミューンcommune）。ジュネーヴ州のアニエール、コロンジュ・ベルリヴ、ジー、メイニエのコミューンに囲まれている。
中世より、周囲をサヴォワ公国に支配される中、ナポレオン・ボナパルトによるフランス併合まで独立を守りぬき、宗教改革後はカトリックのコミューンであった。

## データ
- 面積: 2.71 km²
- 人口: 1,729人（2008年1月）